# Pseudoterminal
Pseudoterminal, lub PTY – w Unixie i systemach uniksopodobnych to para wirtualnych urządzeń, pomiędzy którymi występuje dwukierunkowa komunikacja. Jedno z urządzeń zwane jest slavem (pts, urządzenie podrzędne), a drugie masterem (ptm, urządzenie nadrzędne). Slave zapewnia interfejs, który zachowuje się tak jak zwykły terminal. Wprowadzenie danych po jednej stronie pseudoterminala pozwala odczytać je po drugiej stronie. Dla pseudoterminali powstały dwa interfejsy programistyczne. Jeden z nich wywodzi się z systemu BSD, a drugi z System V. Przykładem użycia pseudoterminala jest podłączenie się przez Internet do maszyny z systemem uniksowym używając protokołu SSH. Pseudoterminale używane są także przez starsze narzędzia do zdalnej pracy w trybie tekstowym, rlogin i telnet.